# Twisteden
Twisteden is een plaats en voormalige gemeente in Noordrijn-Westfalen. De plaats behoort sinds 1969 tot de gemeente Kevelaer en ligt ten zuidwesten van deze plaats nabij de grens met Nederland, ter hoogte van het Nationaal Park De Maasduinen.
Onder de voormalige gemeente viel ook het gehucht Kleinkevelaer. Nabij Twisteden ligt Traberpark Den Heyberg; een terrein van een voormalig wapendepot gebouwd in de jaren 80 waarvan landschap en bunkers sinds 1994 voor recreatie worden gebruikt. Er zijn openbare fietspaden en is een grootschalig trainingscentrum voor drafsport gevestigd.
In Twisteden ligt ook het pretpark Irrland.

## Geboren in Twisteden
- Franz-Peter Tebartz-van Elst (20 november 1959), geestelijke en bisschop van de Katholieke Kerk en suffragaanbisschop van Limburg

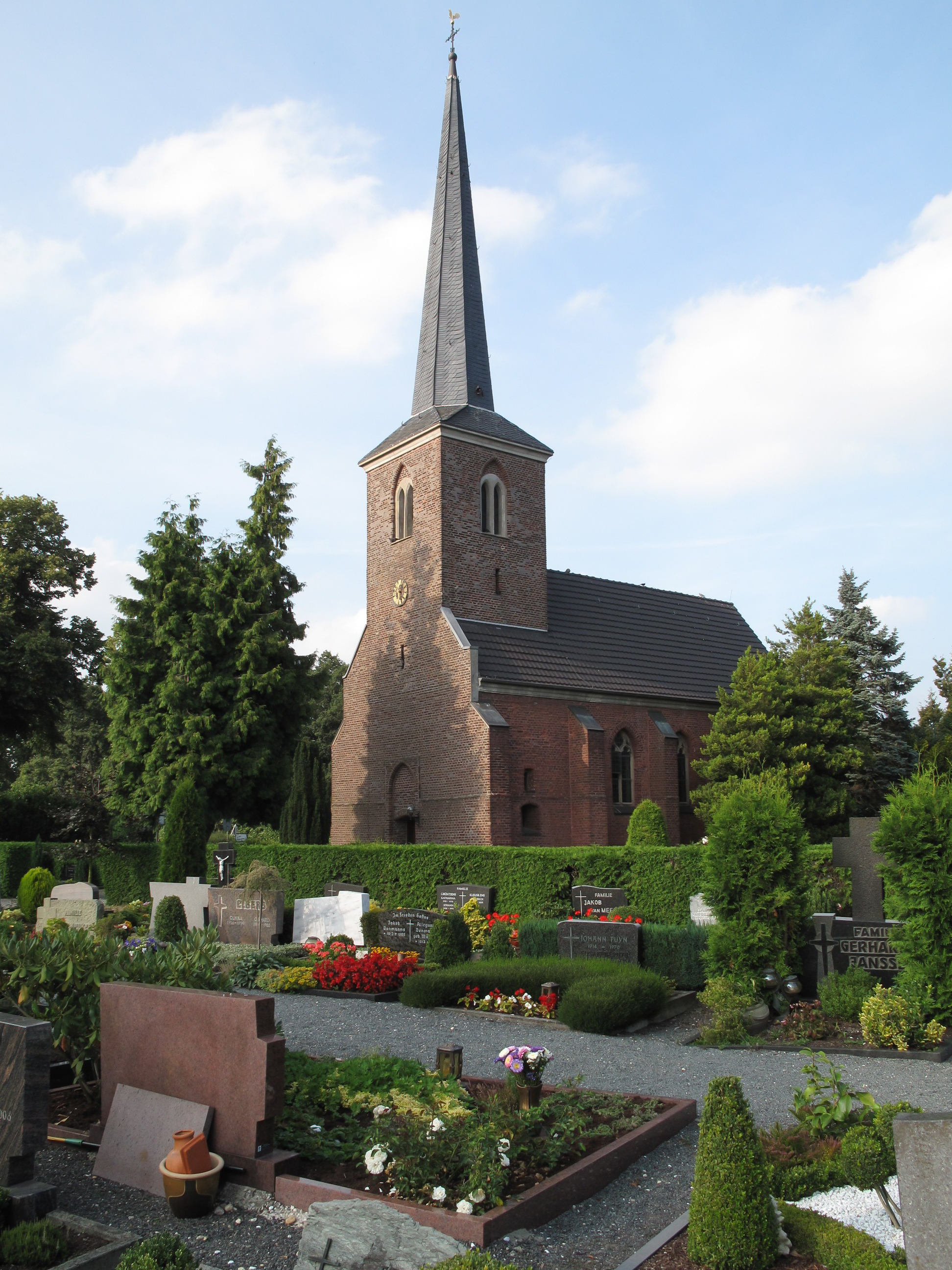
De Sint- Quirinuskerk van Twisteden